# Rambaud (Altos-Alpes)
Rambaud é uma comuna francesa na região administrativa da Provença-Alpes-Costa Azul, no departamento de Altos-Alpes. Estende-se por uma área de 10,71 km². Em 2010 a comuna tinha 393 habitantes (densidade: 36,7 hab./km²).